# Conexión Cristiana
La Conexión Cristiana o Christian Connection, por su nombre en inglés, fue un movimiento cristiano estadounidense que arraigó en distintos lugares entre finales del siglo XVIII y principios del siglo XIX. Estaba formado por distintas escisiones provenientes de un amplio espectro de denominaciones religiosas. Estuvo influida por la colonización de los territorios de frontera y por la formación de unos nuevos Estados Unidos separados de Gran Bretaña. La Conexión Cristiana sostuvo carecer de credo alguno, profesando apoyarse únicamente en la Biblia.
En la práctica los miembros del movimiento se agruparon en torno a varios conceptos teológicos que les eran afines, tales como cierta antropología teológica arminiana (es decir, una doctrina sobre la naturaleza humana), así como el rechazo de la doctrina de la elección incondicional (predestinación) del calvinismo y la preferencia por un gobierno eclesial de tipo autónomo. El órgano periódico de la Conexión, el Herald of Gospel Liberty ('Heraldo de la Libertad del Evangelio'), publicado por vez primera el 1 de septiembre de 1808, fue una de las primeras revistas religiosas publicadas en Estados Unidos.

## Movimientos predecesores

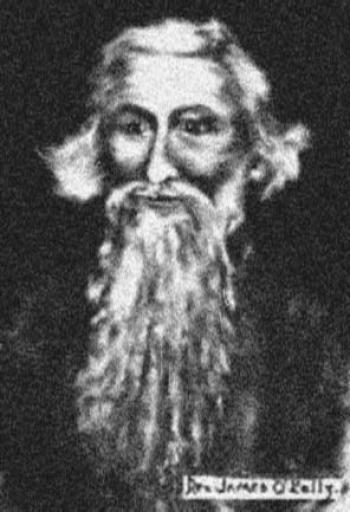
James O'Kelly

James O'Kelly fue uno de los primeros en promover la búsqueda de la unidad volviendo al cristianismo neotestamentario.: 216  En 1792, insatisfecho con el papel que representaban los obispos dentro de la Iglesia Metodista Episcopal, se apartó de la misma. El movimiento de O'Kelly, que se había establecido principalmente en Virginia y Carolina del Norte, al principio se llamó Republican Methodist Church ('Iglesia Metodista Republicana'). En 1794 adoptaron el nombre de Christian Church ('Iglesia Cristiana').
Por la misma época, Elias Smith de Vermont y Abner Jones de Nuevo Hampshire encabezaron un movimiento que sostenía ideas similares a las de O'Kelly.: 68 : 190  Creían que los miembros podían ser cristianos simplemente y únicamente atendiendo a las Escrituras sin estar obligados a seguir el dictado de ninguna tradición humana ni de las denominaciones religiosas venidas de Europa.: 68 : 190  Trabajando al principio por separado, Jones y Smith unieron sus esfuerzos y empezaron a denominarse solamente Cristianos..
En 1801 la reunión multitudinaria de reavivamiento de Cane Ridge llevada a cabo por Barton W. Stone en Kentucky plantó allí y en el valle del río Ohio la semilla de un movimiento que buscaba desvincularse y trascender a las distintas denominaciones religiosas. Stone y otros pastores publicaron en 1804 The Last Will and Testament of the Springfield Presbytery ('Testamento y última voluntad del presbiterio de Springfield'), donde se desvinculan de la Iglesia Presbiteriana y prefieren que se les conozca simplemente como cristianos. Stone se vio influido por cierta vinculación a O'Kelly en el pasado y conocía la costumbre de los metodistas republicanos de solo usar el nombre de cristianos. 
Ideológicamente, el movimiento de Nueva Inglaterra presentaba una forma extrema de republicanismo. Convencidos de que la guerra de independencia estadounidense exigía una ruptura total y absoluta con la forma europea de hacer las cosas, los miembros eran proclives a demandar reformas radicales en la política, el derecho, la medicina y la religión. La carrera de Elias Smith puso especial énfasis en la reforma médica y espiritual. Todas gobierno visible de las iglesias debía rechazarse, en su opinión, por ser algo sustancialmente «británico». El enfoque localista de la teología y la organización de la iglesia confirieron un sabor único al movimiento dándole un carácter plenamente distintivo dentro de la espiritualidad norteamericana de comienzos del siglo XIX..

## Formación

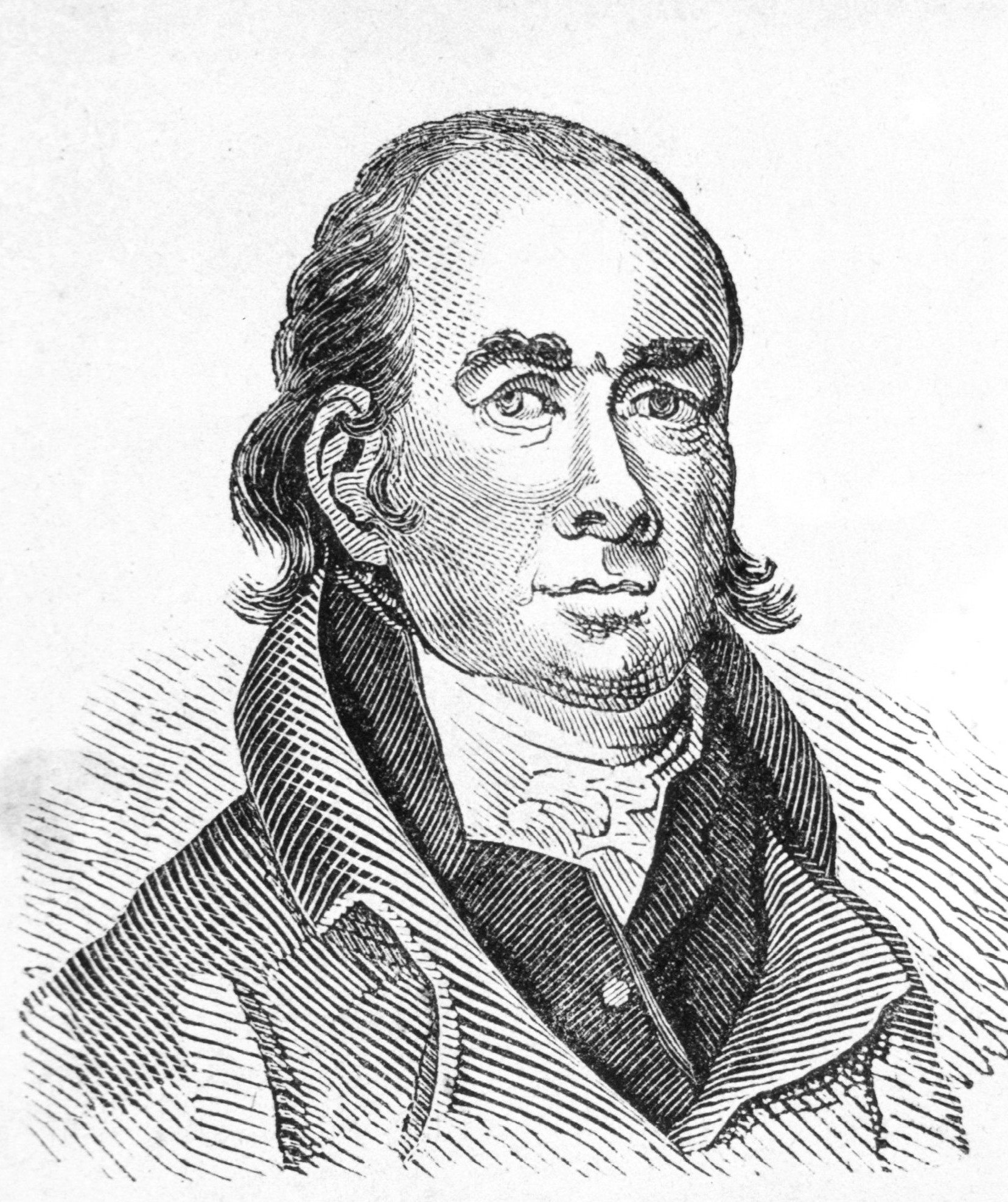
Elias Smith

Elias Smith había oído hablar del movimiento de Stone ya antes de 1804 y del movimiento de O'Kelly antes de 1808.: 190  Para 1810 se habían unido las tres corrientes.: 190  En aquel momento el movimiento tenía un número de miembros que combinado rondaba los 20000 fieles.: 190  Esta unión más o menos informal de congregaciones se conoció con el nombre de Christian Connection/Connexion ('Conexión Cristiana') o Christian Church ('Iglesia Cristiana').: 68 : 190 
En 1808 los seguidores de O'Kelly ya cooperaban activamente con los de Smith/Jones y los cristianos de Stone pronto los imitarían en Kentucky. La agenda antiorganizacional de los miembros evitó que se hablara de «unión» como tal al menos hasta mediados de siglo. El concepto de unidad de Stone partía de creer que los cristianos podrían llegar a las verdades de la biblia mediante la razón siempre que se acercaran a ella sin ideas preconcebidas. Dichas verdades, a su vez, acabarían desplazando a las formas humanas de organización con el resultado inevitable de que los cristianos empezarían a «fluir conjuntamente» y otros se acercarían a la fe debido a semejante modelo de unidad.
La Conexión pronte se internacionalizó y estableció iglesias en Nuevo Brunswick, Nueva Escocia, Quebec (1811) y Ontario (1821). En cada caso las misiónes habían surgido como extensiones a las giras evangelizadoras que tenían lugar en los estados fronterizos de Estados Unidos. De ese modo todas las congragaciones canadienses tenían relación con el movimiento de Nueva Inglaterra. Las fracasadas rebeliones canadienses de 1837 (encabezadas principalmente por Louis-Joseph Papineau y William Lyon Mackenzie) debilitaron seriamente las ramificaciones canadienses de la Conexión. Solo sobrevivieron iglesias en Ontario, en su mayoría al norte y este de Toronto. También afectó al desarrollo de las secciones canadienses el conflicto entre la Conexión y los Discípulos de Cristo.
Smith resultó una figura controvertida dentro de la Conexión Cristiana, llegando a dejar la denominación durante varios años para hacerse universalista. Renunció públicamente al universalismo en 1823 pero no fue bien recibido y volvió a dicha comunidad durante un par de años. Smith quiso volver a la Conexión en 1827 repudiando el universalismo. Sus hermanos, como era previsible, no se decidían a aceptarlo pero su congregación original de Portsmouth, Nuevo Hampshire, lo recibieron como miembro en 1840.

## Escisión de los «cristianos»

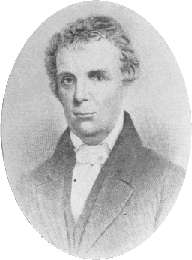
Barton W. Stone

En 1832 muchas de las Iglesias Cristianas de Kentucky y Tennessee que lideraba Stone se unieron con las congregaciones que lideraba Alexander Campbell: los Discípulos de Cristo. Una minoría siguió funcionando dentro de la órbita de la Conexión. De la mayoría de iglesias que se habían alineado con el movimiento de Stone y Campbell, muchas siguieron usando el nombre de Iglesia Cristiana, aunque ya habían dejado de considerarse parte de la Conexión Cristiana. La confusión que se generó en torno al nombre de las distintas iglesias perdura hasta hoy. Gran parte de la historiografía de este periodo está signada por las necesidades y problemas de las denominaciones sucesoras.

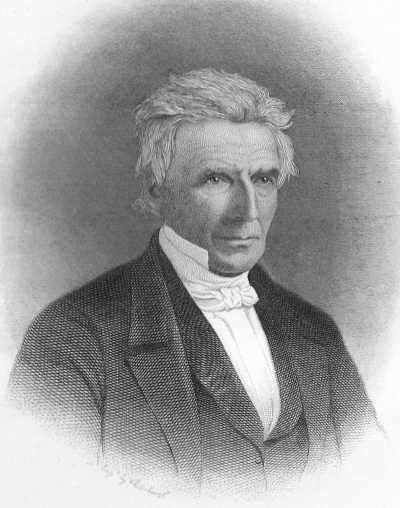
Alexander Campbell

Cuando los Reformadores de Stone y Campbell (también llamados Discípulos y Bautistas Cristianos) se unieron en 1832 participó una minoría de «cristianos» de los movimientos de Smith/Jones y O'Kelly.: 190  Los que lo hicieron venían de congragaciones situadas al oeste de los Apalaches que habían entrado en contacto con el movimiento de Stone.: 190  Los miembros de las congregaciones del este mantenían divergencias doctrinales claves con respecto al grupo de Stone y Campbell: su énfasis en la experiencia de la conversión, su celebración trimestral de la comunión y su antitrinitarismo.: 190 

## Crecimiento de la organización
En las décadas de 1830 y 1840 las dificultades de orden práctico asociadas a los intentos del movimiento por llevar a cabo una reforma radical dio lugar a una erosión de los principios anti-organización que mantenían Jones, Smith y otros. David Millard y Joseph Badger guiaron al grupo hacia una forma más estable de relación entre las distintas congregaciones que lo formaban. Ambas figuras, en distintas épocas, fueron editores del Christian Palladium, una publicación periódica religiosa con sede en estado de Nueva York que competía con el Herald of Gospel Liberty por ser la principal publicación periódica del movimiento. Muchas de las publicaciones del movimiento estaban producidas por la Christian Publishing Association ('Asociación Publicadora Cristiana') con sede en Dayton (Ohio).
Un número desproporcionado de predicadores de la Conexión Cristiana de Nueva Inglaterra participaron en el movimiento escatológico alentado por las interpretaciones de William Miller sobre ciertas profecías bíblicas. Nada menos que siete de los dieciséis firmantes de la convocatoria a una conferencia general de los adventistas eran predicadores miembros de la Conexión, entre ellos James White, que posteriormente sería un reputado dirigente adventista. Muchos miembros abandonaron la Conexión a mediados de la década de 1840 para unirse a las filas de denominaciones emergentes como la de los Adventistas del Séptimo Día, los Adventistas Cristianos y la Iglesia de Dios (Séptimo Día).
En 1850 la asamblea general de la Iglesia Cristiana aprobó una resolución instando a que se fundara el Antioch College. La institución empezó a funcionar en 1852. Adelantándose a su época, la Conexión Cristiana decidió que la institución «garantizará los mismos privilegios a los estudiantes de ambos sexos». El comité de planificación decidió que la institución no se rigiese por directrices religiosas. Antioch College fue una de las primeras instituciones de enseñanza superior de Estados Unidos en ofrecer el mismo currículum a hombres y mujeres y también en admitir a alumnos negros y funcionar fuera de parámetros religiosos.

## Normalización y fusiones
En la segunda mitad del siglo XIX los dirigentes de la Conexión buscaron alinearse a lo ya establecido. Lo que había nacido como un estridente movimiento de protesta contra la religiosidad formal ahora se movía en la misma dirección. El movimiento por la abstinencia, el movimiento de escuelas dominicales y las sociedades bíblicas sirvieron como canales para que los miembros de la Conexión pudieran demostrar a otras denominaciones las muchas similitudes que su grupo, que empezó siendo marginal, compartía ahora con las principales organizaciones religiosas.
La Iglesia Cristiana se fusionó con el National Council of the Congregational Churches of the United States ('Consejo Nacional de las Iglesias Congregacionales de Estados Unidos') en 1931 para formar las Congregational Christian Churches ('Iglesias Cristianas Congregacionales').: 191  En 1957, después de veinte años de conversaciones y acercamiento, las Iglesias Cristianas Congregacionales y la Evangelical and Reformed Church ('Iglesia Evangélica y Reformada'), que era a su vez producto de la fusión de dos denominaciones germano-estadounidenses, se unieron para formar la United Church of Christ ('Iglesia Unida de Cristo').: 191  En 1989 la Iglesia Unida de Cristo y los Discípulos de Cristo acordaron pasar a estar en total comunión entre sí a la vez que seguían siendo denominaciones separadas.